# Открытие небес (фильм)
«Откры́тие небе́с» (англ. The Discovery of Heaven) — британский и нидерландский англоязычный фильм, снятый в 2001 году режиссёром Йеруном Краббе. Адаптация одноимённого романа нидерландского писателя Гарри Мулиша.

## Сюжет
В конце 1960-х годов Бог разочарован в человечестве и хочет вернуть Десять заповедей. Его ангелы, неспособные выполнить это самостоятельно, решают создать человека, который сможет найти и уничтожить скрижали. Они сводят вместе трёх гениев: эксцентричного филолога Онно, математика и астрофизика Макса, и виолончелистку Аду. От их союза рождается ребёнок — Квинтен, которого Бог выбирает для выполнения своей миссии.

## В ролях
| Актёр            | Роль             |
| ---------------- | ---------------- |
| Стивен Фрай      | Онно Квист       |
| Грег Уайз        | Макс Делиус      |
| Флора Монтгомери | Ада Бронс        |
| Нил Ньюбон       | Квентин Квист    |
| Йерун Краббе     | Архангел Гавриил |

## Награды и номинации
- 2002: Золотой телёнок за лучший сценарий на Нидерландском кинофестивале
- 2002: Gouden Film
- Номинация на Золотого телёнка за лучший фильм на Нидерландском кинофестивале